# إد هارت
إد هارت (بالإنجليزية: Ed Hart)‏ هو لاعب كرة قدم أمريكية أمريكي، ولد في 26 مايو 1887 في إيكستر في الولايات المتحدة، وتوفي في 28 نوفمبر 1956 في تورونتو في كندا.